# 驱郭运动
驱郭运动，也称驱郭风潮，是指1935年底至1936年初间国立浙江大学学生驱逐校长郭任远的学生运动。在此期间，学生们认为校长郭任远对其响应一二九学生运动施加阻碍，加诸此前对校方管理之不满等因素，实行罢课，并驱逐校长。蒋介石于1936年1月21日亲自前往杭州处理学潮问题，并与师生代表进行对话。在这次会谈中，蒋介石最终决定撤换郭任远，并恢复了被开除的施尔宜和杨国华的学籍。郭任远离任后，竺可桢成为浙江大学的校长，自此长校至1949年。

## 背景
自1928年创立以来，浙江大学虽然是一所国立大学，但实际经费来源于浙江省财政厅代征国税后的拨款。然而，1931年1月废除厘金后，浙江省财政厅以无代收国税款项为由拒绝向浙大拨款。面对此情况，浙大向财政部、教育部请求解决方案，浙江省政府要求浙大经费由中央政府拨款，并由蒋介石协调，提出一半由浙江省支付，一半由中央政府补助。然而，实际上教育部和浙江省教育厅仍然严重拖欠经费。1931年，校长邵裴子因不愿意加入国民党，并且由于经费问题遭到农学院师生冲撞，因此辞职。1932年3月，国民政府同意邵裴子辞职，指派与陈果夫、陈立夫关系密切的程天放继任浙大校长。程天放在向国民政府追收拨款方面取得一些成果，但于1933年被调任湖北省教育厅厅长。学生为此挽留程天放，并发表了《除程天放氏外，拒绝任何人长校》的宣言。然而，由于此举破坏了热河抗战之团结，引起了教育部的不满，程天放虽然不愿意前往湖北，但也决定服从大局离任。与二陈CC系关系密切的余井塘最初被认为是校长人选，但由于学生反对，陈立夫改为提名郭任远为校长人选。

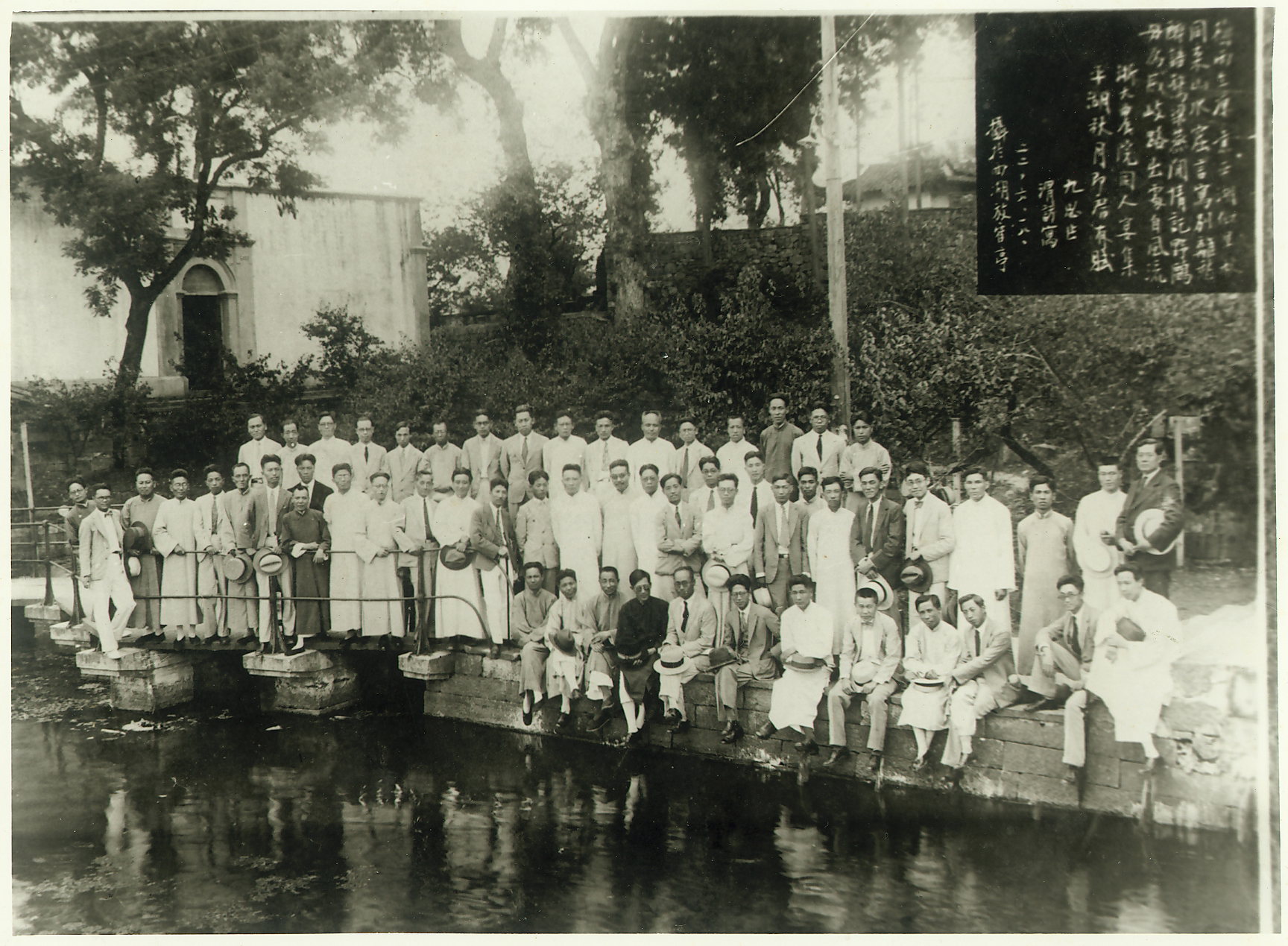
1933年6月农学院部分学生离校前合影

1933年3月，郭任远接任校长，国民党党部势力也开始渗入学校管理。面对经费问题，郭任远一方面继续向中央政府和省政府求助，另一方面对学校行政机构进行改革，削减行政费用。他上任后立即对大一新生实施军事管理，并禁止办墙报《沙墙》。同时，他指责浙大学生胡乔木散发秘密传单，并要求其离校。1933年6月，陈果夫向蒋介石提出要改组浙大农学院，结果许璇院长因“办事棘手”而辞职，引发了农学院教授总体辞职。在郭任远的管理下，学校实行了严格的管理制度，每个寒暑假都会开除大批学生。1935年，郭任远推行军事化管理以整顿学风，但所任用的军事教官却被竺可桢形容为“低薪阶级，资格甚差，不足以获得学生的尊重”。

## 经过

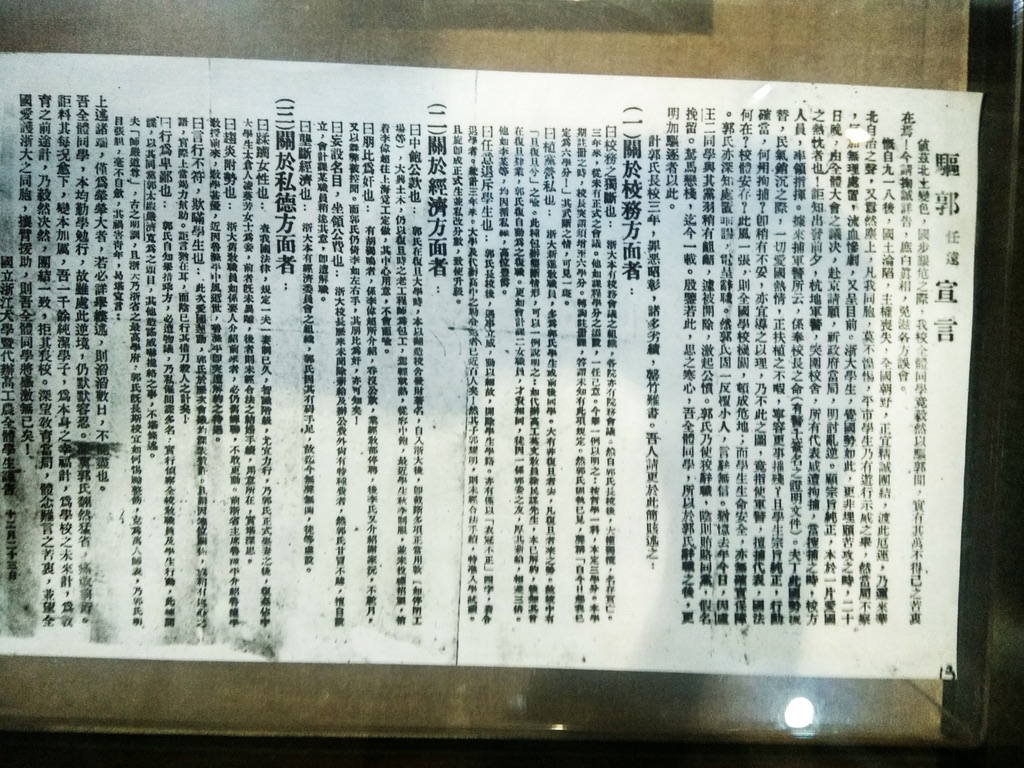
校史博物馆陈列之浙江大学学生《驱郭宣言》

1934年10月25日，两名四年级学生与一名教师因网球场地使用问题发生言语冲突。两名教师以辞职威胁校长，导致学生被开除学籍。学生普遍同情被开除同学，在10月29日召开学生大会，并于10月30日到校长公舍请愿。面对学生抗议，郭任远校长被迫收回决定，并请辞离校。学生们召开了“热烈欢送郭任远”大会，并在会议上对他进行了讽刺。浙大的教职员和教育部致电挽留郭任远，并斥责学生违反校规。
1935年12月9日，北平爆发了一二·九学生运动。六千多名学生走上街头，要求停止内战、收复东北、保卫华北。浙江大学的文理、工程和农业三院的学生成立了学生自治会，响应了北平学生运动。12月11日，浙江大学学生举行了游行，并决定在10天后前往南京请愿。然而，12月20日北平学生运动被镇压后，浙大学生占领了校园，并实行了集体罢课。郭任远校长通知军警对学生进行镇压。当天晚上，25名学生代表中的12名被便衣特务带走，导致浙大教师和学生对郭任远采取了抵制行动。
1935年12月21日上午，浙大学生前往城站，被火车站方面拒绝搭乘火车。学生集体阻塞铁路，引起省政府的谈判，并承诺释放被捕学生。当天下午，学生发现校方张贴公告开除了两名学生运动领袖。学生寻找校长理论时，发现郭任远已经前往南京，导致学生交涉无果。学生前往南京请愿前，校内的军警进入校园逮捕学生，已经激起了学生的愤怒。学生检讨赴南京请愿情愿受阻，指责训育处职员和军事教官带路搜查。因此，学生将矛头指向了校长郭任远，并于1935年12月23日发布了《驱郭宣言》。校务因此中断，学校被学生会掌控。
1935年12月28日，教育部电告学校各学院院长，以郑晓沧教务长为首组成临时校务委员会，校长将另行委派。此后，郑晓沧出面下，学校当局和学生之间的矛盾有所缓和。1936年1月21日，蒋介石亲自前往杭州处理学潮问题。在浙大，他责备教师需要对学生进行教导。随后，他召集了学生会负责人，要求立即下令复课。然而，学生会负责人表示罢课是集体决定，个人无法改变，蒋介石遂要求召集全校学生进行训话。最终，郭任远被撤换，被开除的学生也恢复了学籍。郑晓沧与学生代表商讨了复课的步骤。

## 后续
郭任远离任后，竺可桢成为备受各方看好的浙大校长人选。浙江大学教务长郑晓沧、陈布雷的胞弟陈训慈、蒋介石的亲信翁文灏以及陈布雷本人都推荐了竺可桢。然而，自成立以来，浙大多受蒋介石照顾，国民党党部的影响力很大，校长的任免多由CC系掌控。尽管如此，1936年2月，竺可桢得知执掌CC系的二陈并不受蒋介石信任。竺可桢在日记中写道：“此时余若不为浙大，谋明哲保身主义，则浙大又必陷于党部之手。”于是，竺可桢向蒋介石陈述了自己的条件：一是财政来源必须稳定；二是校长要有全权，不受政党的干涉；三是要给予他半年的时间来执掌学校。最终，竺可桢以这些条件接受了浙大校长的职位。
驱郭运动改变了郭任远的人生轨迹，此后他先后在加州大学伯克利分校进行演讲，在耶鲁大学、华盛顿卡内基研究所等机构进行研究，直至1946年成为香港大学董事，并开始专注人类行为研究。

## 类似事件
清华大学驱逐首任校长罗家伦
清华大学驱逐校长吴南轩